# Bang của Nigeria
Nigeria là một liên bang gồm 36 bang và 1 lãnh thổ thủ đô liên bang. Mỗi bang trong số 36 bang là một đơn vị chính trị bán tự trị, chia sẻ quyền lực với chính phủ liên bang theo nội dung trong Hiến pháp Cộng hòa Liên bang Nigeria. Lãnh thổ Thủ đô Liên bang (FCT) là lãnh thổ thủ đô của Nigeria, và trong lãnh thổ này có thủ đô Abuja. FCT không phải là một bang, do các quan chức được bầu cử quản lý và chịu sự giám sát của chính phủ liên bang. Mỗi bang được chia thành các khu vực chính quyền địa phương (LGA). Có 774 chính quyền địa phương ở Nigeria. Theo hiến pháp, 36 bang đều bình đẳng nhưng không phải là tối cao vì chủ quyền thuộc về chính phủ liên bang. Quốc hội có quyền sửa đổi Hiến pháp, nhưng mỗi sửa đổi phải được 2/3 trong số 36 bang của liên bang phê chuẩn.

## Tiến hóa các bang
| Thời gian | Sự kiện | Bản đồ |
| --------- | --- | ------ |
| 1960–1963 | Vào thời điểm độc lập năm 1960, Nigeria là một liên bang của ba khu vực: Bắc, Tây, vàĐông. Ngoài ra, các tỉnh là những gì còn lại của Nigeria thời thuộc địa, chúng vẫn tồn tại cho đến khi bị bãi bỏ vào năm 1976.                                               |        |
| 1963–1967 | Năm 1963, một khu vực mới là Trung-Tây được tách ra từ vùng Tây. |        |
| 1967–1976 | Năm 1967, các khu vực được thay thế bằng 12 bang theo sắc lệnh quân sự. Từ năm 1967 đến 1970, vùng Đông nỗ lực ly khai thành một quốc gia gọi là Biafra trong Nội chiến Nigeria.                                                                                  |        |
| 1976–1987 | Năm 1976, bảy bang mới được lập ra, tổng cộng có 19 bang. |        |
| 1987–1991 | Trong giai đoạn này, có 21 bang và lãnh thổ thủ đô liên bang. |        |
| 1991–1996 | Trong giai đoạn này, có 30 bang và lãnh thổ thủ đô liên bang. Lãnh thổ thủ đô liên bang được lập ra vào năm 1991. Năm 1987, hai bang mới được lập ra, tiếp theo là chín bang khác vào năm 1991, nâng tổng số bang lên 30. Đến năm 1996, số bang tăng lên 36 bang. |        |

## Chính phủ
Các bang của Nigeria có quyền tổ chức và cấu trúc các chính phủ riêng của họ theo bất kỳ cách nào trong giới hạn do Hiến pháp Nigeria quy định.
Ở cấp bang, cơ quan lập pháp là cơ quan đơn viện, với số lượng thành viên gấp ba lần số lượng nhà lập pháp trong Hạ viện Liên bang. Họ có quyền lập pháp về các vấn đề trong danh sách.
Ở cấp bang, người đứng đầu cơ quan hành pháp là thống đốc, người này có quyền bổ nhiệm người vào hội đồng hành pháp bang, với sự tư vấn và đồng thuận của nghị viện bang (cơ quan lập pháp). Người đứng đầu một bộ ở cấp bang là ủy viên (commissioner), hỗ trợ cho họ là một thư ký thường trực, cũng là một công chức cấp cao của bang.
Bộ máy tư pháp là một trong những nhánh bình đẳng của chính phủ bang, liên quan đến việc giải thích luật của chính phủ bang. Cơ quan tư pháp có người đứng đầu là chánh án bang, do thống đốc bang bổ nhiệm và được nghị viện bang phê chuẩn.

## Niên biểu
| Vùng | Vùng      | Bang          | Bang        | Bang        | Bang      | Bang      |
| ---- | --------- | ------------- | ----------- | ----------- | --------- | --------- |
| 1960 | 1963      | 1967          | 1976        | 1987        | 1991      | 1996      |
| Đông | Đông      | Đông-Nam      | Cross River | Akwa Ibom   | Akwa Ibom | Akwa Ibom |
| Đông | Đông      | Đông-Nam      | Cross River | Cross River |           |           |
| Đông | Đông      | Trung Đông    | Imo         | Imo         | Imo       | Imo       |
| Đông | Đông      | Trung Đông    | Imo         | Imo         | Abia      |           |
| Đông | Đông      | Trung Đông    | Imo         | Imo         | Ebonyi    |           |
| Đông | Đông      | Trung Đông    | Anambra     | Anambra     | Enugu     |           |
| Đông | Đông      | Trung Đông    | Anambra     | Anambra     | Enugu     | Enugu     |
| Đông | Đông      | Trung Đông    | Anambra     | Anambra     | Anambra   |           |
| Đông | Đông      | Rivers        | Rivers      | Rivers      | Rivers    | Bayelsa   |
| Đông | Đông      | Rivers        | Rivers      | Rivers      | Rivers    | Rivers    |
| Tây  | Trung-Tây | Trung-Tây     | Bendel      | Bendel      | Delta     | Delta     |
| Tây  | Trung-Tây | Trung-Tây     | Bendel      | Bendel      | Edo       |           |
| Tây  | Tây       | Lagos         | Lagos       | Lagos       | Lagos     | Lagos     |
| Tây  | Tây       | Tây           | Ogun        | Ogun        | Ogun      | Ogun      |
| Tây  | Tây       | Tây           | Ondo        | Ondo        | Ondo      | Ekiti     |
| Tây  | Tây       | Tây           | Ondo        | Ondo        | Ondo      | Ondo      |
| Tây  | Tây       | Tây           | Oyo         | Oyo         | Osun      | Osun      |
| Tây  | Tây       | Tây           | Oyo         | Oyo         | Oyo       |           |
| Bắc  | Bắc       | Benue-Plateau | Plateau     | Plateau     | Plateau   | Nasarawa  |
| Bắc  | Bắc       | Benue-Plateau | Plateau     | Plateau     | Plateau   | Plateau   |
| Bắc  | Bắc       | Benue-Plateau | Benue       | Benue       | Benue     | Benue     |
| Bắc  | Bắc       | Benue-Plateau | Benue       | Benue       | Kogi      |           |
| Bắc  | Bắc       | Kwara         |             |             |           |           |
| Bắc  | Bắc       | Kwara         |             |             |           |           |
| Bắc  | Bắc       | Kano          | Kano        | Kano        | Jigawa    | Jigawa    |
| Bắc  | Bắc       | Kano          | Kano        | Kano        | Kano      |           |
| Bắc  | Bắc       | Trung Bắc     | Kaduna      | Kaduna      | Kaduna    | Kaduna    |
| Bắc  | Bắc       | Trung Bắc     | Kaduna      | Katsina     |           |           |
| Bắc  | Bắc       | Tây Bắc       | Niger       | Niger       | Niger     | Niger     |
| Bắc  | Bắc       | Tây Bắc       | Sokoto      | Sokoto      | Kebbi     | Kebbi     |
| Bắc  | Bắc       | Tây Bắc       | Sokoto      | Sokoto      | Sokoto    | Sokoto    |
| Bắc  | Bắc       | Tây Bắc       | Sokoto      | Sokoto      | Sokoto    | Zamfara   |
| Bắc  | Bắc       | Đông Bắc      | Bauchi      | Bauchi      | Bauchi    | Bauchi    |
| Bắc  | Bắc       | Đông Bắc      | Bauchi      | Bauchi      | Bauchi    | Gombe     |
| Bắc  | Bắc       | Đông Bắc      | Borno       | Borno       | Borno     | Borno     |
| Bắc  | Bắc       | Đông Bắc      | Borno       | Borno       | Yobe      |           |
| Bắc  | Bắc       | Đông Bắc      | Gongola     | Gongola     | Adamawa   | Adamawa   |
| Bắc  | Bắc       | Đông Bắc      | Gongola     | Gongola     | Taraba    |           |